# Nachtigall (Dormagen)
Nachtigall ist ein Weiler der Stadt Dormagen im Rhein-Kreis Neuss.
Nachtigall grenzt im Osten an den Stadtteil Stadt Zons. Südlich von Nachtigall liegt Dormagen. Im Norden befindet sich St. Peter.

## Geschichte
Nachtigall war bis 1974 ein Teil der Stadt Zons im Landkreis Grevenbroich-Neuß. Seit dem 1. Januar 1975 ist Nachtigall ein Teil der Stadt Dormagen.

## Wirtschaft
Östlich von Nachtigall liegen zahlreiche Kiesgruben. An der Bundesstraße 9 entstanden verschiedene kleinere Unternehmungen, beispielsweise ein Gartencenter und eine Raststätte, die auch von LKWs angefahren werden kann. Ferner gibt es einige landwirtschaftliche Betriebe, insbesondere einen Pferdehof.

## Verkehr
Durch Nachtigall verläuft die Bundesstraße 9, im Westen befindet sich die Bundesautobahn 57. Südlich des Ortes verläuft die Landstraße 35.
Nachtigall ist an das Netz des StadtBus Dormagen angeschlossen.